# Little Old New York

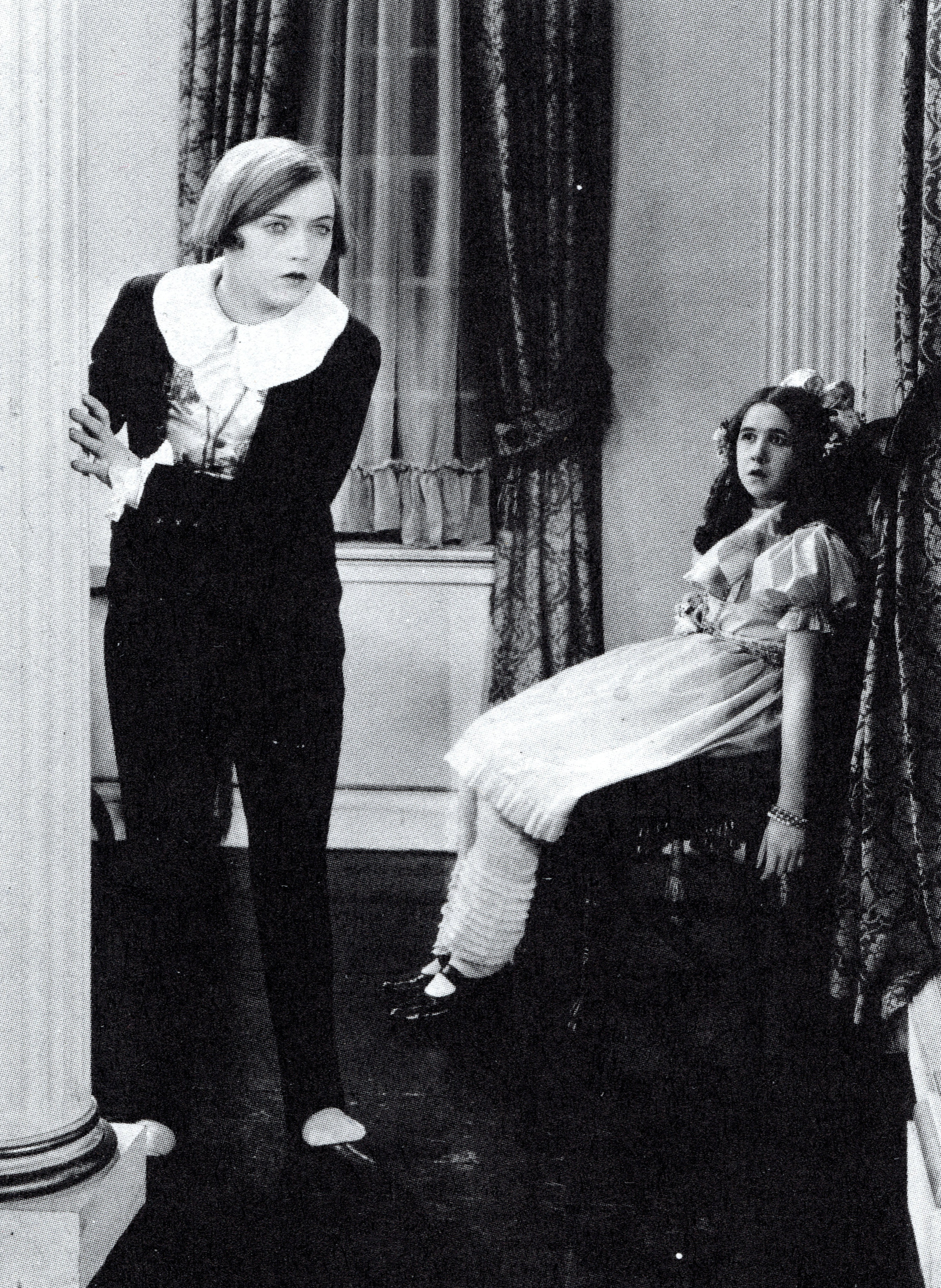
Marion Davies in ‘Little Old New York (1923)

Little Old New York is een Amerikaanse dramafilm uit 1940 onder regie van Henry King. De film werd destijds in Nederland uitgebracht onder de titel Stroomopwaarts.

## Verhaal
Robert Fulton is een uitvinder van stoomschepen, die in 1807 aankomt in New York. Hij maakt er kennis met de knappe herbergierster Pat O'Day. Zij gelooft in zijn ideeën en staat aan zijn zijde bij de verwezenlijking ervan. De schepelingen in de haven van New York zijn bang dat ze door de opmars van de stoomboot hun werk zullen kwijtspelen.

## Rolverdeling
| Acteur            | Personage            |
| ----------------- | -------------------- |
| Alice Faye        | Pat O'Day            |
| Fred MacMurray    | Charles Brownne      |
| Richard Greene    | Robert Fulton        |
| Brenda Joyce      | Harriet Livingston   |
| Andy Devine       | Commandeur           |
| Henry Stephenson  | Robert R. Livingston |
| Fritz Feld        | Herbergier           |
| Ward Bond         | Regan                |
| Clarence Wilson   | Willie Stout         |
| Robert Middlemass | Nicholas Roosevelt   |
| Roger Imhof       | John Jacob Astor     |
| Theodore von Eltz | Washington Irving    |
| Arthur Aylesworth | Scheepskapitein      |
| Virginia Brissac  | Mevrouw Brevoort     |
| Stanley Andrews   | Patrouillekapitein   |